# حزب کار و توسعه
حزب کار و توسعه یک حزب سیاسی در افغانستان می‌باشد که توسط ذوالفقار امید در مارس ۲۰۰۲ تأسیس و در تاریخ ۱۳۸۳/۰۲/۲۳ در وزارت عدلیه ثبت شد. در مادهٔ سوم اساسنامهٔ حزب کار و توسعه چنین آمده‌است: «حزب کار و توسعهٔ افغانستان، غیر وابسته، دموکرات و معتقد به اصول دین اسلام بوده و برای تأمین دموکراسی، مبانی پلورالیسم، وحدت، کار و توسعه، تساوی شهروندان زن و مرد، توسعهٔ جامعهٔ مدنی و مشروعیت بخشیدن به قدرت مردم، تلاش و مجاهدت می‌ورزد».

## اهداف کلی حزب
اهداف کلی حزب کار و توسعه در مرامنامهٔ آن بر محورهای وحدت ملی، عدالت، حقوق بشر، سیاست ملی و بین‌المللی، علم و صنعت، اقتصاد و تروریزم به‌طور مختصر تدوین شده‌است. در رابطه با وحدت ملی در مرامنامهٔ حزب آمده‌است: «مهمترین استراتژی حزب، به فراهم سازی زمینه‌ها و گفتمان‌های وحدت ملی و تفاهم ملی متمرکز است تا همه نهادها، حلقات و تیپ‌های متنوع اجتماعی به اساسات و منافع مشترک توجهات بلیغ نموده و این یک اصل زندگی مشترک را همه قبول نماییم». در رابطه با حقوق بشر، در مرامنامهٔ حزب کار و توسعه نوشته‌اند که: «حزب تلاش می‌کند تا معیارها و اصول حقوق بشر را در چوکات فرهنگ و ارزش‌های متعالی و ارزندهٔ جامعه دینی تحقق و توسعهٔ آن را به‌طور شفاف و مطلوب تأمین نماید.»

## اساسنامه حزب
اساسنامهٔ حزب کار و توسعه در پنج فصل و ۱۹ ماده تدوین شده و در ساختار تشکیلاتی آن رئیس، دو معاون، یک سخنگو، یک منشی، یازده نفر هیئت رئیسه، بیست تن اعضای شورای اجرائیه و یکصد تن اعضای شورای مرکزی در نظر گرفته شده‌است.

## کمیته‌های حزب
حزب کار و توسعه دارای چهارده کمیته می‌باشد که وظایف مربوط را بر عهده دارد.
| کمیته‌های حزب کار و توسعه | کمیته‌های حزب کار و توسعه | کمیته‌های حزب کار و توسعه | کمیته‌های حزب کار و توسعه | کمیته‌های حزب کار و توسعه |
| ------------------------ | ------------------------ | ------------------------ | ------------------------ | ------------------------ |
| تشکیلات                  | مالی وبودجه              | اداری                    | سمع شکایات و پیشنهادها   | تفتیش و نظارت            |
| برنامه‌ریزی               | حقوق بشر                 | امور زنان                | انکشافی و کاریابی        | انتخابات و پارلمانی      |
| امور جوانان و ورزش       | روابط عامه               | فرهنگی و تعلیمی          | سیاسی                    | ---                      |

## ابطال مجوز حزب
این حزب در تاریخ ۲۱ سرطان ۱۳۹۴ به دلیل عدم اصولی بودن از فهرست احزاب کشور حذف شد. در قانون احزاب افغانستان هر حزب باید حداقل ۱۰ هزار عضو و در ۲۰ ولایت کشور دفتر داشته باشد.